# The Seventh Sign
The Seventh Sign studijski je album švedskog glazbenika, gitarista Yngwie Malmsteena koji je objavljen u svibnju 1994. godine. Na albumu Malmsteen pokazuje svoj agresivan stil sviranja ali i pored toga skladbe su vrlo dobre kvalitete i produkcije. Album je završio na 11. mjestu u Švedskoj, 47. mjestu u Švicarskoj 1994. godine.

## Popis pjesama
Tekstovi i glazba: Yngwie Malmsteen, osim gdje je navedeno drugačije. 
| 1.    | »Never Die«                         |                            | 3:29 |
| 2.    | »I Don't Know«                      | Malmsteen, Michael Vescera | 3:25 |
| 3.    | »Meant to Be«                       |                            | 3:52 |
| 4.    | »Forever One«                       |                            | 4:35 |
| 5.    | »Hairtrigger«                       |                            | 2:43 |
| 6.    | »Brothers« (instrumentalna skladba) |                            | 3:47 |
| 7.    | »Seventh Sign«                      |                            | 6:31 |
| 8.    | »Bad Blood«                         | Malmsteen, Vescera         | 4:25 |
| 9.    | »Prisoner of Your Love«             | Amberdawn Malmsteen        | 4:27 |
| 10.   | »Pyramid of Cheops«                 |                            | 5:10 |
| 11.   | »Crash and Burn«                    | Malmsteen, Vescera         | 4:05 |
| 12.   | »Sorrow« (instrumentalna skladba)   |                            | 2:02 |
| 48:31 |                                     |                            |      |

| Bonus pjesma na japanskom izdanju | Bonus pjesma na japanskom izdanju | Bonus pjesma na japanskom izdanju | Bonus pjesma na japanskom izdanju | Bonus pjesma na japanskom izdanju | Bonus pjesma na japanskom izdanju | Bonus pjesma na japanskom izdanju | Bonus pjesma na japanskom izdanju | Bonus pjesma na japanskom izdanju | Bonus pjesma na japanskom izdanju |
| Br.                               | Skladba                           | Trajanje                          |                                   |                                   |                                   |                                   |                                   |                                   |                                   |
| --------------------------------- | --------------------------------- | --------------------------------- | --------------------------------- | --------------------------------- | --------------------------------- | --------------------------------- | --------------------------------- | --------------------------------- | --------------------------------- |
| 13.                               | »Anger in Heat«                   | 4:14                              |                                   |                                   |                                   |                                   |                                   |                                   |                                   |
| 52:45                             |                                   |                                   |                                   |                                   |                                   |                                   |                                   |                                   |                                   |

| Bonus pjesma na reizdanju iz 2003. | Bonus pjesma na reizdanju iz 2003.         | Bonus pjesma na reizdanju iz 2003. | Bonus pjesma na reizdanju iz 2003. | Bonus pjesma na reizdanju iz 2003. | Bonus pjesma na reizdanju iz 2003. | Bonus pjesma na reizdanju iz 2003. | Bonus pjesma na reizdanju iz 2003. | Bonus pjesma na reizdanju iz 2003. | Bonus pjesma na reizdanju iz 2003. |
| Br.                                | Skladba                                    | Trajanje                           |                                    |                                    |                                    |                                    |                                    |                                    |                                    |
| ---------------------------------- | ------------------------------------------ | ---------------------------------- | ---------------------------------- | ---------------------------------- | ---------------------------------- | ---------------------------------- | ---------------------------------- | ---------------------------------- | ---------------------------------- |
| 13.                                | »In the Distance« (instrumentalna skladba) | 2:47                               |                                    |                                    |                                    |                                    |                                    |                                    |                                    |
| 51:18                              |                                            |                                    |                                    |                                    |                                    |                                    |                                    |                                    |                                    |

## Recenzije
Recenzije albume bio su uglavnom pozitive. Steve Huey s web-stranice AllMusic dodijelio je albumu tri od pet zvjezdica, rekavši da Malmsteenova opsežna upotreba wah pedale u stilu Jimija Hendrixa čini album "neophodnim za Malmsteenove obožavatelje, iako se njegov neoklasični rad (gitarski solo, instrumentali itd.) ovdje čini manje inspiriranim." Također je oštro kritizirao "Prisoner of Your Love", nazvavši je "potpuno sramotnom"."

## Osoblje
| Yngwie Malmsteen - Yngwie J.M. – gitara, bas-gitara, prateći vokal, produkcija - Michael Vescera – vokal - Matts "Thailand" Olausson – klavijature - Mike "The Spike" Terrana – bubnjevi | Ostalo osoblje - Jim Thomas – inženjer zvuka - Jeff Glixman – inženjer zvuka - Mike Fraser – miks - Keith Rose – asistent miksanja |